# Zdawuj
Zdawuj – staropolskie imię męskie, składające się z dwóch członów: Zda- ("dać, przekazać, ustalić") i -wuj ("wuj").